# Calybites trimaculata
Caloptilia trimaculata là một loài bướm đêm thuộc họ Gracillariidae. Nó được tìm thấy ở Nhật Bản (Shikoku và quần đảo Ryukyu).
Sải cánh dài 7-8.5 mm. Ấu trùng ăn Polygonum chinense. Chúng ăn lá nơi chúng làm tổ.